# Dichromodes metaxanthata
Dichromodes metaxanthata är en fjärilsart som beskrevs av Walker 1862. Dichromodes metaxanthata ingår i släktet Dichromodes och familjen mätare. Inga underarter finns listade i Catalogue of Life.